# Операція ООН в Конго
ONUC — миротворча операція Організації Об'єднаних Націй в Конго в 1960—1964 роках. Операцію було засновано задля забезпечення виводу бельгійських військ з території Конго, а також допомоги уряду країни в підтримці порядку та надання технічної допомоги. Згодом до завдань місії включили збереження територіальної цілісності та політичної незалежності Конго, запобігання громадянській війні та забезпечення виводу з країни всього іноземного військового персоналу, напіввійськових формувань та консультантів, що не перебували під командуванням ООН. Протягом чотирьох років на операцію було витрачено понад 400 млн. доларів США.

## Передумови створення
30 червня 1960 року Бельгійське Конго проголосило свою незалежність.
5 липня Мойсе Чомбе, лідер багатої на мінеральні ресурси провінції Катанга, проголосив незалежність регіону. Президент Республіки Конго Джозеф Касавубу та прем'єр Патріс Лумумба звернулись до ООН, членом якої стала країна напередодні, з проханням наати військову допомогу.
На засіданні Ради Безпеки ООН 13 липня 1960 року Генеральний секретар Даг Хаммаршельд наполягав на терміновій відповіді на запит влади Конго. СРСР наполягав на засудженні бельгійської агресії в республіці, Сполучені Штати, Франція та Велика Британія відстоювали позицію Бельгії, як їхнього союзника в НАТО. Тим не менше, в 3.25 14 липня було прийнято компромісну резолюцію, що уповноважила Генерального секретаря закликати до виводу бельгійських військ та направити до країни сили ООН.

## Проведення
Хаммаршельд звернувся за підтримкою до африканських держав і вже за 5 днів 3500 солдат з Гани, Ефіопії, Марокко та Тунісу прибули до Леопольдвіля.
На кінець серпня 1960 року чисельність військ ООН в Конго становила 16 тис. осіб. Пізніше в операції брали участь близько 20 тис. миротворців.
У вересні 1961, грудня 1962 та січні 1963 років сили ООН провели наступальні операції проти катангських сеператистів, результатом чого стало усунення від влади Чомбе.
В 1964 році міжнародна місія завершилась, сили ООН покинули країну.

## Наслідки
18 вересня 1961 року в результаті авіакатастрофи загинув Генеральний секретар ООН Даг Хаммаршельд, що летів на перемовини про мир з представниками Катанги. Крім того загинули 250 миротворців: 245 військовослужбовців та 5 міжнародних цивільних співробітники.